# Capitólio Estadual de Maryland
O Capitólio Estadual de Maryland (em inglês: Maryland State House) é a sede do governo do estado de Maryland. Localizado na capital, Annapolis, foi incluído no registro como Distrito Histórico Nacional em 15 de outubro de 1966.